# Lykan HyperSport
La Lykan HyperSport è una vettura fuoriserie prodotta con marchio W Motors, compagnia automobilistica fondata a Beirut, in Libano.

## Il contesto
È stata presentata per la prima volta al pubblico durante il Qatar Motor Show del 2013, pubblicizzata come la prima supercar prodotta in un paese medio-orientale
Le dichiarazioni d'intenti erano per una produzione limitata a sette esemplari, venduti al prezzo di 3,1 milioni di euro. Tra le giustificazioni di un prezzo così elevato vi era proprio quello del numero ridotto di pezzi prodotti, unito al fatto che il costruttore avrebbe messo a disposizione degli acquirenti vari optional, come pietre e metalli preziosi incastonati all'interno della fuoriserie (la fanaleria anteriore contiene lame in titanio con 420 diamanti incastonati), oltre ad un display interattivo olografico con controlli gestuali.

## Caratteristiche tecniche
La Lykan HyperSport era alimentata da un sei cilindri boxer biturbo da 3.7 litri, di origine Ruf, potenziato fino a raggiungere 770 CV e 1.000 Nm. È stato dichiarato che la vettura fosse in grado di accelerare da 0 a 100 km/h in 2.8 secondi e di raggiungere una velocità di punta superiore ai 395 km/h. Erano disponibili a scelta due cambi doppia frizione, uno automatico a sette rapporti o, in alternativa, uno automatico-sequenziale a sei marce.